# 雷賓斯科耶區

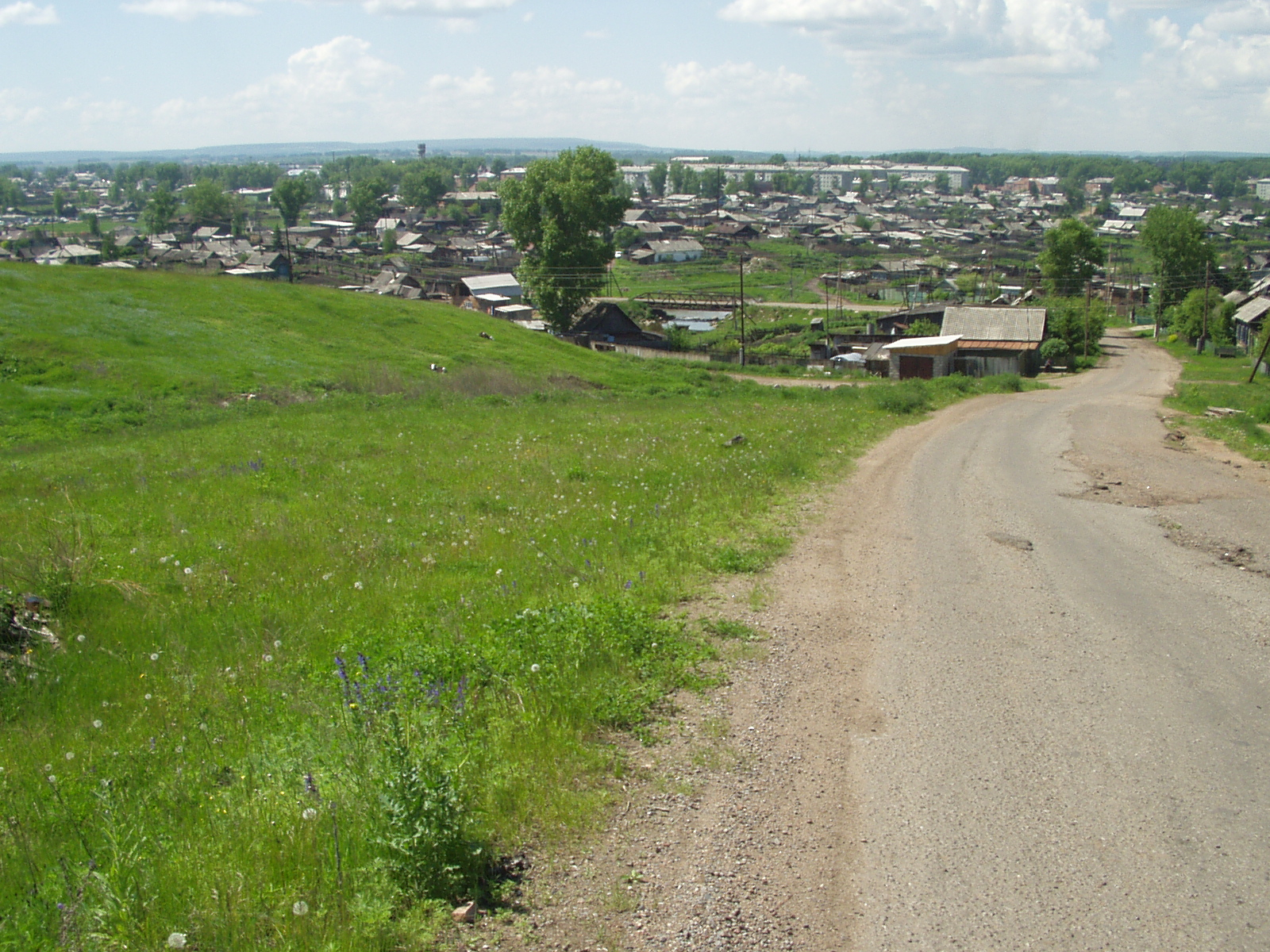

55°58′N 94°42′E / 55.967°N 94.700°E
雷賓斯科耶區（俄语：Рыбинский район），是俄羅斯的一個區，位於該國中部，由克拉斯諾亞爾斯克邊疆區負責管轄，始建於1924年4月4日，面積3,506平方公里，2010年人口31,941，人口密度每平方公里9.11人。